# Colonia Agricola Pontina
La Colonia Agricola Pontina fu fondata a Sezze, importante comune dell'allora provincia di Roma, alla fine del 1918 in conseguenza dell'epidemia di influenza spagnola, essa fu nel contempo un orfanotrofio e un centro di formazione al lavoro agricolo. Riconosciuta ufficialmente nel febbraio del 1919 dal Comitato Provinciale di Roma per gli Orfani di Guerra, il 27 maggio 1920 fu eretta con Regio decreto a Ente Morale.

## L'epidemia di “spagnola”
L'epidemia cosiddetta “spagnola” si diffuse a più ondate nel corso del 1918 in tutto il mondo provocando milioni di morti. A Sezze il morbo raggiunse la fase più acuta tra l'8 e il 10 ottobre e in poche settimane, tra una popolazione di circa 14.000 abitanti, si contarono “921 vittime di cui 349 maschi e 562 femmine”. La reazione del Comune, coadiuvato da privati cittadini, fu tempestiva ed energica anche se si scontrò con una serie di ostacoli (scarse disponibilità economiche, effetti psicologici dell'epidemia, polemiche politiche, assenza di medici e infermiere, morfologia del territorio, condizioni della rete viaria etc.).

## La Croce Rossa Americana
In un tessuto sociale già sconvolto dalla Grande Guerra assunse un ruolo particolarmente importante l'intervento umanitario della Croce Rossa Americana e di altre organizzazioni d'oltreoceano, già attive in Italia da diversi mesi e che avevano intensificato il loro sforzo nel 1917, dopo la disfatta di Caporetto, per aiutare i militari nelle retrovie, gli sfollati e l'intera popolazione civile della penisola. Una squadra dell'American Red Cross arrivò a Sezze a fine ottobre e fu subito reso operativo un ospedale provvisorio che rimase attivo per un mese. La squadra era composta dal dott. Clyde Leeper, famoso studioso di tubercolosi, dall'infermiera professionale Ida P. Kamerer e dalle “ispettrici” Katherine Taylor Smoot in Tuccimei (moglie dell'Ing. Paolo Tuccimei patrizio setino) e Helen Anderson Smith. La Croce Rossa Americana fornì per mesi la refezione ai bambini in età scolare, latte in polvere, denaro e attrezzature varie. L'organizzazione diede inoltre un contributo notevole per l'istituzione dell'orfanotrofio.
Come in tutta la penisola, gli aiuti americani cessarono a metà degli anni venti anche per ragioni politiche poiché in quegli anni Mussolini accelerò il processo di fascistizzazione della società, e ciò non poteva non avere riflessi sulle relazioni internazionali tra Italia e Stati Uniti.

## L'orfanotrofio di Sezze
Nei primissimi giorni dell'emergenza pandemica il prof. Raffaele Vita, direttore della Cattedra Ambulante di Agricoltura di Sezze, il prof. Luigi Ficacci, primario dell'Ospedale di Santo Spirito di Roma, e il maestro Giuseppe Ficacci si prodigarono nella raccolta dei bambini e delle bambine rimasti orfani andando strada per strada, casa per casa, mettendo dunque a rischio la propria vita. I maschi furono assistiti in locali di fortuna e in abitazioni private, alcuni furono subito affidati ai frati cappuccini, che già accoglievano alcuni orfani di guerra, dell'omonimo convento destinato a diventare la sede della Colonia Agricola Pontina. Le bambine furono assegnate invece, a spese del Comune, alle suore del R. Conservatorio “Corradini”. In totale furono assistiti 96 bambini.
Nel 1919 il prof. Raffaele Vita fu nominato direttore pro-tempore dell'orfanotrofio maschile e dovette affrontare numerose difficoltà sia logistiche (strutture immobiliari, attrezzature etc.) che finanziarie. Nel novembre del 1922 l'agronomo morì improvvisamente e, dopo un periodo estremamente critico, le redini dell'istituto furono prese da Giuseppe Ficacci che dal novembre 1923 al maggio 1926 si impegnò per il suo rilancio. Durante la fase Giuseppe Ficacci furono portati a termine importanti lavori di ristrutturazione degli edifici, iniziati dal prof. Vita grazie a copiosi finanziamenti americani inviati soprattutto dal New York Committee of the Italian Relief Fund of America, fondato nel gennaio del 1918 e presieduto dall'editore Robert Underwood Johnson, e dall'Italian Relief Committee (Comitate pro-Italia of Emergency Aid) organizzato a Filadelfia, già dal settembre del 1915, da Mrs. Clara Huston Miller.

## Clara Huston Miller
L'interessamento per l'orfanotrofio di Sezze da parte di Mrs. Clara Huston Miller segnò in profondità la storia della Colonia Agricola Pontina.
La benefattrice americana era nata a Philadelphia nel 1850 da Charles Huston Miller, presidente della “Lukens Iron & Steel Company” di Coatesville, Pennsylvania, la più antica fabbrica di acciaio su commissione negli Stati Uniti. Nel 1876 Clara Huston Miller sposò Benjamin Miller (1845-1914), di professione avvocato e anch'egli nativo di Coatesville, che prima di entrare nelle aule dei tribunali aveva fatto affari con il carbone in società con il cognato, John D. Perkins, mentre in seguito fu anche ai vertici della “Philadelphia Mortgage & Trust Co.”. Clara Huston Miller ebbe quattro figli Isabela, Anna, scrittrice sposata con Francis Toye, famoso musicologo inglese, Clare e Charles Francis. Allo scoppio della Grande Guerra i coniugi Miller giunsero in Europa, Benjamin però morì in Svizzera nell'ottobre del 1914. L'impegno di Clara si rivolse presto al fronte italiano e la sua abnegazione verso le popolazioni le valse tra l'altro una medaglia d'argento dalla Regina d'Italia. Clara Huston Miller sostenne l'orfanotrofio fino al 1926 assumendo il patronato degli orfani, finanziando i lavori di adattamento e ampliamento dell'ex Convento dei Cappuccini e l'acquisto di un terreno di 16 ettari situato nel campo inferiore. La dama americana ebbe anche un posto onorario nel Consiglio d'Amministrazione della Colonia dove era rappresentata dal rev. Walter Lowrie, rettore della chiesa americana episcopale di San Paolo dentro le mura, e visitò tre volte l'Istituto, l'ultima nel 1925 quando venne scoperta una lapide in suo onore. Clara Huston Miller morì il 2 maggio 1929.

## L'ex Convento dei Cappuccini
Come sede del ramo maschile dell'orfanotrofio furono individuati i locali dell'ex Convento dei Cappuccini (XVI secolo) per una serie di ragioni sia di ordine pratico che giuridico. Il complesso era isolato ma non lontanissimo dal paese e dai servizi (scuole, ospedale, Comune etc.), anche se non aveva caratteristiche edilizie adeguate riguardo al numero e alla grandezza dei vani, gli amministratori furono orientati verso di esso soprattutto dalla sua specifica destinazione d'uso. Con l'annessione di Sezze al Regno d'Italia, l'Amministrazione del fondo per il culto aveva concesso difatti al Comune l'edificio al patto espresso di adibirlo a ricovero di orfani per essere indirizzati all'agricoltura, l'amministrazione aveva permesso ai frati minori cappuccini di restare nello storico edificio pagando il canone enfiteutico che gravava su di esso. I frati furono però allontanati dall'amministrazione comunale alla fine del 1918.
L'Istituto aveva anche un patrimonio fondiario nel complesso piuttosto modesto se rapportato alle ambizioni dei fondatori. Adiacenti agli edifici dell'ex Convento dei Cappuccini c'erano tre ettari di terreno che, dopo incisivi lavori di bonifica antimalarica e di miglioramento, furono adibiti a “campo scuola” per le esercitazioni degli orfani; ma il vero fiore all'occhiello per i fondatori dell'Istituto fu l'acquisto nel 1923 del terreno nel Campo inferiore dell'estensione di circa 16 ettari.

## L'arrivo dei padri della Pia Società di S.Giuseppe e delle suore del Prez.mo Sangue: lo sviluppo della Colonia
A cavallo tra gli anni venti e gli anni trenta, la Colonia intensificò il proprio programma di sviluppo per entrambi i rami dell'orfanotrofio. Nel 1924 la sezione femminile fu spostata in una nuova sede attigua all'Ospedale civico e le orfanelle furono poste sotto la direzione delle suore Adoratrici del Preziosissimo Sangue, la sezione maschile fu affidata dall'agosto del 1925 ai padri della Pia Società di San Giuseppe che con la loro esperienza nel campo assistenziale, educativo e formativo potevano assicurare i requisiti essenziali per lo sviluppo dell'Istituto. I fondatori dell'orfanotrofio rinunciavano così alla pregiudiziale laica ed esaurito lo slancio iniziale legato agli aiuti americani, trovarono nell'attenzione delle gerarchie fasciste per la formazione integrale della gioventù, oltre che nella politica agraria, e in particolare negli interventi per la bonifica integrale che avrebbe mutato radicalmente il territorio pontino e la sua economia, riferimenti importanti su cui fare leva per accedere alle vitali risorse finanziarie pubbliche.
Fino al 1939 la Colonia fu diretta dal prof. Simone Del Bosco agronomo competente che avviò il programma di sviluppo dell'istituto sia come scuola di agraria che come azienda agricola. I suoi sforzi, unitamente a quelli del prof. Luigi Ficacci, ottennero importanti risultati anche se ben presto dovettero fare i conti con la burocrazia e, soprattutto, con una crisi economico-finanziaria dovuta sia a fattori contingenti che strutturali. Durante i primi anni della gestione Giuseppina cominciarono a emergere in maniera più evidente le prime contraddizioni di un sistema che, al di là dei proclami, restava fondamentalmente assistenzialistico e anche se l'Istituto crebbe nel suo patrimonio immobiliare e aumentò gli investimenti per lo sviluppo dell'azienda agricola le entrate diminuirono a tal punto da creare grossi problemi di liquidità. Tra il 1926 e il 1931 insomma cambiò radicalmente la configurazione economico-finanziaria dell'orfanotrofio che legò la propria sopravvivenza esclusivamente al sistema delle rette, che rivelò ben presto le sue criticità, e ai sussidi straordinari dello Stato che con le guerre diventarono meno consistenti.
Per altro, fino al 1933, le diverse Commissioni che si succedettero nella gestione amministrativa della Colonia e gli stessi commissari prefettizi, agirono fuori dalla normativa in vigore in materia contabile, prevista per gli Enti morali, che pure era piuttosto rigorosa, omettendo di tenere le scritture contabili e di redigere i bilanci.
Tale situazione di profonda irregolarità se trova una giustificazione almeno parziale nei primissimi anni, in cui si operò in regime di “conduzione familiare” dell'Istituto che per altro, fino alla sua erezione in Ente Morale presentava una configurazione giuridica con connotazioni di tipo privatistico, è inspiegabile dopo l'approvazione dello Statuto Organico.
La sistemazione della contabilità fu possibile solo dall'estate del 1933 con l'insediamento del Commissario prefettizio rag. Francesco Tocco nell'amministrazione dell'orfanotrofio, egli compilò i bilanci mancanti e li inviò alla competente autorità prefettizia chiedendo una sanatoria per le irregolarità presenti.

## La crisi
Alcune scelte strategiche degli amministratori della Colonia si rivelarono errate, la esposero maggiormente ai fattori congiunturali e contribuirono a rendere strutturale il suo dissesto finanziario. Gli amministratori non furono capaci di misurare il “limite dimensionale” dell'orfanotrofio, cioè il rapporto tra numero dei ricoverati, che arrivò a 200 bambini, e strutture/mezzi materiali e finanziari disponibili e pertanto le entrate non furono bilanciate rispetto alle uscite. Gli investimenti, inoltre, furono orientati esclusivamente verso l'assetto patrimoniale (immobiliare e finanziario), con basso o nullo rientro economico; mancarono iniziative volte ad acquisire beni capitalizzabili. In questo modo si arrivò a cortocircuitare l'intero sistema di gestione dell'Istituto creando problemi d'insolvenza che frenarono lo sviluppo e incepparono il sistema di sussidiarietà. L'inizio della guerra d'Etiopia accelerò la crisi in atto mentre la firma della Convenzione tra la Colonia Agricola Pontina, rappresentata dal commissario prefettizio Camillo Lozzi, e la Pia Società di San Giuseppe, fu letta dal prof. Ficacci come un tentativo di espropriare le prerogative degli amministratori a vantaggio dei religiosi. Il famoso medico reagì con una serie di ricorsi mentre la Colonia entrava nella fase più critica con l'approssimarsi della seconda guerra mondiale.

## La fine di un'idea
In quasi vent'anni di vita, la Colonia Agricola Pontina, pur tra mille difficoltà, era indubbiamente cresciuta. L'Istituto aveva un importante patrimonio di beni immobili e mobili, una valida organizzazione educativa e scolastica, e le originarie speranze dei fondatori per l'avvenire dei giovani meno fortunati sembravano, a distanza di alcuni anni e in un clima socio-politico molto diverso, fondersi con quelle di chi auspicava la rinascita non solo economica della realtà pontina, e di tutta la nuova provincia di Littoria, la “pupilla del Duce”, terra di fondazione e di redenzione. Ciononostante, nel giro di pochi anni, fondamentalmente tra il 1937 e il 1943, questa struttura vacillò in modo così forte che rischiò di implodere completamente sotto il peso di scelte che ne mutarono radicalmente l'organizzazione della gestione e che aprirono fratture insanabili tra i Giuseppini e alcuni degli amministratori; gli avvenimenti nazionali fecero il resto. Se l'Istituto sopravvisse anche all'urto della guerra, in particolare ai mesi terribili tra il dicembre 1943 e il maggio 1944, e a quelli non meno tragici del dopoguerra, il merito fu, almeno per quanto riguarda l'assistenza ai bambini e ai giovani, di pochi religiosi che garantirono vicinanza e un po' di cibo agli orfani e alle orfane e che protessero la loro vita, mentre tutto intorno era miseria, terrore e distruzione.
Nel 1941-'42, grazie all'infaticabile opera del prof. Ficacci, la Colonia respinse un energico tentativo di assorbimento da parte della G.I.L. di Littoria, ma le conseguenze della guerra iniziarono a farsi sentire pesantemente. Gli enti che avevano in carico gli orfani dapprima ritardarono il pagamento delle rette, ben presto interruppero gli stessi mentre i fornitori reclamavano la liquidazione delle fatture. Dopo l'8 settembre 1943 la situazione si fece drammatica, i tedeschi occuparono parte dell'edificio dell'ex Convento dei Cappuccini, in dicembre gli amministratori civili si resero latitanti e dopo lo sbarco di Anzio, quando nel territorio pontino stretto tra due fronti si scatenò l'inferno, i Giuseppini con un centinaio tra orfani e orfane sfollarono nella zona rurale di Suso, correndo numerosi pericoli considerato l'acuirsi delle attività belliche e le difficoltà di approvvigionamento alimentare, e rimasero nascosti fino all'arrivo delle truppe alleate (fine maggio del 1943).
Al loro rientro in paese trovarono la sede femminile completamente distrutta e quella maschile danneggiata e saccheggiata, in condizione di estrema precarietà i due rami convissero per un anno. Nel giugno del 1945 le orfanelle si trasferirono nei locali di via Annia nella zona centrale del paese dove rimasero fino al luglio del 1950 quando fu inaugurata la nuova sede vicino quella maschile.
Per il ramo maschile quelli dal 1944 al 1950 furono anni difficilissimi, decisivo fu l'impegno del commissario prefettizio Marino Cerioni per risollevare le sorti dell'orfanotrofio mentre lo scontro tra Giuseppini e parte degli amministratori andò via via crescendo fino ad arrivare alla rottura nel novembre del 1951. Ai religiosi della Pia Società di S.Giuseppe subentrarono i francescani conventuali ma della Colonia Agricola Pontina, trasformata in Collegio con corsi di avviamento industriale, non restava ormai che il nome.